# Our Songs
Singles de Buono!
Bravo Bravo
(2009) Zassō no Uta
(2011)
Our Songs est le 10e single du groupe de J-pop Buono!, sorti le 3 février 2010 au Japon sur le label Pony Canyon. 
Il atteint la 8e place du classement Oricon. Sort aussi une édition limitée du single avec un DVD bonus, mais pas cette fois de version "Single V" (vidéo).
La chanson-titre sert de générique de fin à l'émission Shugo Chara!! Party qui fait suite à la série anime Shugo Chara, et figurera sur le troisième album du groupe, We Are Buono!, puis sur sa compilation The Best Buono!, ainsi que sur la compilation de fin d'année du Hello! Project Petit Best 11, tous parus en 2010. C'est le dernier single du groupe à être lié à cette série, pour laquelle il avait été spécifiquement créé. Le groupe semble alors cesser ses activités à la fin de sa diffusion, après ce qui semble être un "Best of" d'adieu. Cependant, après un an d'inactivité, il les reprendra en 2011 avec le single Zassō no Uta, désormais sans lien avec la série.

## Titres
CD Single
1. Our Songs
2. Miracle Happy Love Song (MIRACLE HAPPY LOVE SONG?)
3. Our Songs (Instrumental)
4. Miracle Happy Love Song (Instrumental) (MIRACLE HAPPY LOVE SONG...?)

DVD de l'édition limitée
1. "Our Songs" Jacket Making (Our Songs ジャケット撮影メイキング?)
2. "We are Buono!" Jacket Making (We are Buono! ジャケット撮影メイキング?)